# RED (filme)
Red (bra: Red - Aposentados e Perigosos; prt: Red - Perigosos) é um longa metragem de comédia de ação americano baseado livremente na série em quadrinhos homônima criada por Warren Ellis e Cully Hamner e publicada pelo selo Homage da DC Comics. O filme, lançado em 15 de outubro de 2010, é estrelado por Bruce Willis, Morgan Freeman, John Malkovich, Mary-Louise Parker, Helen Mirren, Karl Urban e com o diretor de cinema alemão Robert Schwentke dirige um roteiro de Jon Hoeber e Erich Hoeber. Na versão cinematográfica, o título do filme, "Red", deriva-se do carimbo aposto no arquivo do agente Frank Moses (Bruce Willis), significando "retired, extremely dangerous" (em português, "aposentado, extremamente perigoso").

## Elenco
- Bruce Willis — Frank Moses
- Mary-Louise Parker — Sarah Ross
- Morgan Freeman — Joe Matheson
- Helen Mirren — Victoria
- John Malkovich — Marvin Boggs
- Karl Urban — William Cooper
- Julian McMahon — vice-presidente Robert Stanton
- Ernest Borgnine — Henry, o arquivista
- Richard Dreyfuss — Alexander Dunning
- Brian Cox — Ivan Simanov
- James Remar — Gabriel Singer
- Rebecca Pidgeon— Cynthia Wilkes

## Lançamento

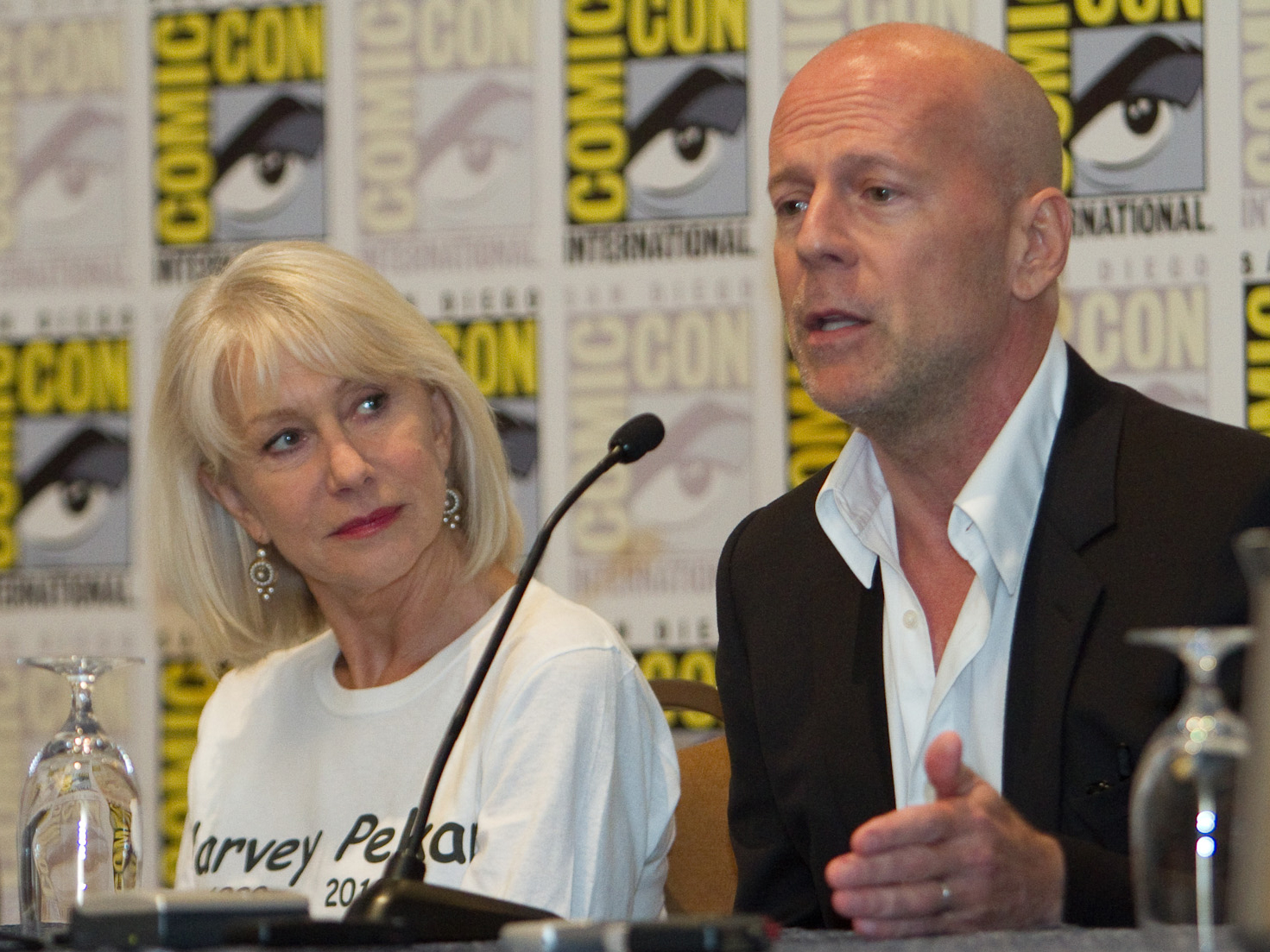
Mirren e Willis no San Diego Comic-Con em julho de 2010

Um teaser trailer de RED foi lançado em junho de 2010. O primeiro trailer completo foi lançado em julho de 2010 no San Diego Comic-Con International. O filme estreou no teatro chinês de Grauman's Chinese Theatre em Hollywood, Califórnia, em 11 de outubro de 2010. RED foi lançado em Blu-ray e DVD no dia 25 de janeiro de 2011.

## Recepção

### Resposta da crítica
Recepção para o filme tem sido em sua maioria positivas. RED tem 72% de aprovação no Rotten Tomatoes baseado em 193 comentários com uma classificação média de 6.4/10. Metacritic deu ao filme uma pontuação de 61/100 com base em uma classificação normalizada de 37 comentários. Justin Chang da Variety afirmou que RED é "Um divertido, alcaparra ágil sobre uma equipe  envelhecida de veteranos da CIA rudemente forçados a sair da aposentadoria". John DeFore do The Hollywood Reporter afirmou: "Embora feito sob medida para fãs do gênero, beneficia de sabores de humor e romance que mantém o seu apelo de ser fanboy-only ".
Por outro lado, Roger Ebert deu ao filme duas estrelas de quatro, afirmando que ele é "nem um filme bom nem ruim. Possui atores que gostam de fazer coisas que nós gostaríamos que fossem mais interessante". A. O. Scott, do New York Times disse: "É possível ter um bom tempo no vermelho, mas não é um filme muito bom. Realmente não tentar ser, e dado o estado atual da economia de Hollywood, isso pode ser uma escolha sábia". Kenneth Turan, do Los Angeles Times disse: "Não é que ele não tem momentos eficazes, é que ele não tem tantos como ele pensa que faz. Ar do filme incontornável da glib auto-satisfação não é apenas grande parte imerecido, é absolutamente irritante".

### Bilheteria
Em sua semana de estréia Red ganhou cerca de $22.500 milhões de dólares americanos em cerca de 4,100 telas em 3,255 locais, chegando em segundo lugar, atrás Jackass 3D. O filme fechou nos cinemas em 3 de fevereiro de 2011, arrecadando mais de US$90 milhões em Estados Unidos e total de mais de $186.5 milhões de dólares americanos em todo o mundo.